# Jeremiah Holmes Wiffen

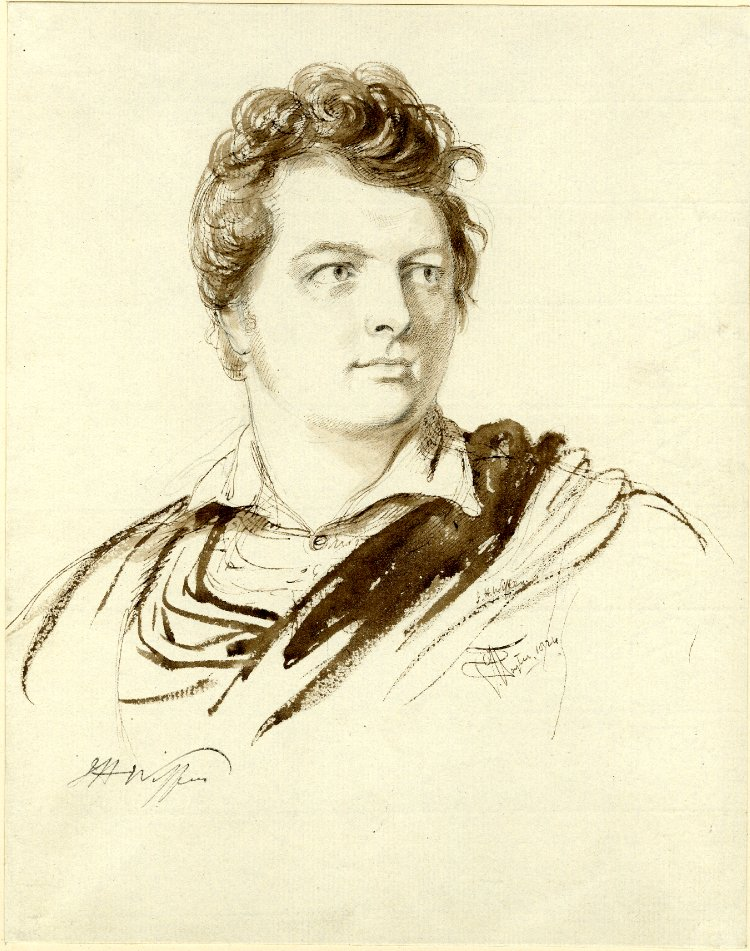
Jeremiah Holmes Wiffen de George Hayter

Jeremiah Holmes Wiffen, (30 de diciembre de 1792 - 2 de mayo de 1836) fue un poeta e hispanista cuáquero inglés.
Fue bibliotecario de Lord John Russell, sexto Duque de Bedford, el protegido de Lord Holland, en Woburn Abbey desde 1821. Sugestionado por su hermano el también hispanista Benjamín B. Wiffen, empezó a traducir al inglés las obras de Garcilaso de la Vega y las publicó en 1823 dedicadas al Duque, así como la Jerusalén libertada de Torcuato Tasso en 1824, dedicada a la mujer del Duque, Georgina, con el título Jerusalem Delivered: an Epic Poem in Twenty Cantos: Translated Into English Spenserian Verse from the Italian of Tasso: Together with a Life of the Author, Interspersed with Translations of His Verses to the Princess Leonora of Este. En la lista de subscriptores figuran Walter Scott, Thomas Lawrence y Ugo Foscolo entre otros. En 1833 publicó sus investigaciones genealógicas sobre su patrón con el título de The Historical Memoirs of the House of Russell. Algunos versos y traducciones suyas aparecen en The Brothers Wiffen (1880) y en Poems by three friends (1813), que recoge obras de Wiffen, Brown y Raffles. Otras obras suyas son Verses written on the Alameda at Ampthill Park (1827), Appeal for the injured African (1833), y Verses written in the portico of the temple of liberty at Woburn Abbey, on placing before it the statues of Locke and Erskine, in the summer of 1835 (1836), pero la mayoría de sus poemas están dispersos por las revistas de la época, entre ellos traducciones de versos de Francisco de la Torre, letrillas de Luis de Góngora y la Canción a las ruinas de Itálica de Rodrigo Caro. Prematuramente fallecido, su esposa Mary murió en 1849.
- Datos: Q5489274